# K-5
Il K-5 (anche conosciuto come RS-1U) e derivati, noto in Occidente con il nome in codice NATO di AA-1 Alkali, è un missile aria-aria (in inglese: AAM - Air to Air Missile) di sviluppo e fabbricazione sovietica.

## Storia

### Sviluppo
La decisione di sviluppare un missile aria-aria guidato venne presa per decreto dal Consiglio dei Ministri sovietico nel 1951. Il primo aprile dell'anno successivo furono dettate le specifiche tecniche che il nuovo sistema d'arma avrebbe dovuto possedere. Chiamato K-5, ne era previsto l'utilizzo inizialmente sul solo MiG-15, e poi anche sul successore MiG-17. Alla progettazione partecipò anche un gruppo di tecnici facenti capo a Viktor Vasil'evič Tihomirov.
Molto importante, per lo sviluppo di questo sistema d'arma, fu la realizzazione e l'implementazione, a bordo dei caccia sovietici dei radar della famiglia Emerald (soprattutto Emerald ed Emerald-2), che avvenne nei primi anni cinquanta. Questo radar divenne parte integrante del sistema legato al missile K-5. Gli Emerald erano provvisti di due antenne, una per la scoperta ed una per l'inseguimento, e vennero adottato dal MiG-17, MiG-19 e Yak-25.
Lo sviluppo vero e proprio venne seguito dal Dipartimento 23 del KB-1, sotto la direzione del progettista aeronautico Dmitrij Lûdvigovič Tomaševič. In un documento questo missile ricevette la designazione di ShM. È probabile che la M stia ad indicare "piccola" (malaja, in lingua russa) per distinguere l'arma da un altro missile aria-aria antiaereo che il collettivo stava progettando (codificato come ShB, da bol'šoj).
I primi test furono effettuati presso Novosibirsk già poco tempo dopo, ma fu solo l'8 ottobre 1953 che si ebbe il primo volo di un K-5, lanciato da un MiG-17 presso il poligono di Vladimirovka, nell'Oblast' di Astrachan'. I test militari si conclusero, positivamente, nel 1956, e l'anno successivo il missile fu immesso in servizio.

### Impiego operativo
In Occidente, questo missile venne conosciuto con la codifica NATO di AA-1 Alkali. Per i sovietici, invece, il missile era noto come Grushin-Tomashevitch RS-1U o RS-2U. Nonostante tutti i suoi problemi e le limitazioni, venne mantenuto in servizio fino agli anni ottanta.
Nella Repubblica Popolare Cinese, ne venne sviluppata una copia, chiamata PL-1.

## Descrizione tecnica

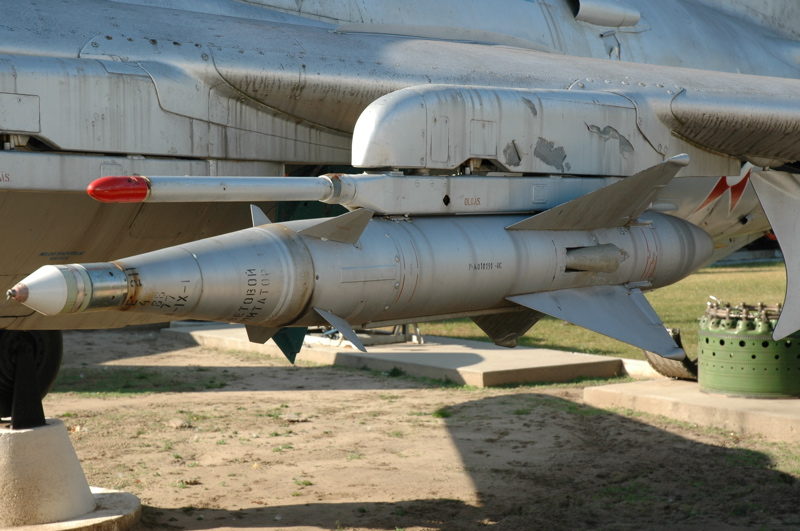
Un AA-1 attaccato ad un pilone subalare di un MiG-19

Il sistema di guida del K-5 consisteva in due canali radio separati, che rappresentavano le coordinate inviate dal radar Emrald-2 del bersaglio su due piani perpendicolari. Durante l'attacco il pilota doveva controllare il caccia in modo che la traccia radar fosse all'interno, meglio se al centro, dello schermo. Nel caso in cui il missile perdesse il segnale radio con il radar, questo avrebbe continuato la sua corsa in modalità automatica, seguendo il bersaglio scansionando la zona conica anteriore.
Il sistema di guida si basava su alette canard, cioè alette di guida montate anteriormente, di forma quasi triangolare. Della stessa forma geometrica erano anche le ali principali, con il bordo di attacco che aveva un angolo di freccia di 60°, il bordo d'uscita di −12°. L'aerodinamica era stata progettata da un gruppo di tecnici dello TsAGI facenti capo a Pëtr Petrovič Krasil'ščikov, e venne adottata anche da altri sistemi d'arma dello stesso tipo sviluppati in quegli anni. Furono provate anche ali romboidali, ma con scarsi risultati nella manovrabilità a basse velocità.

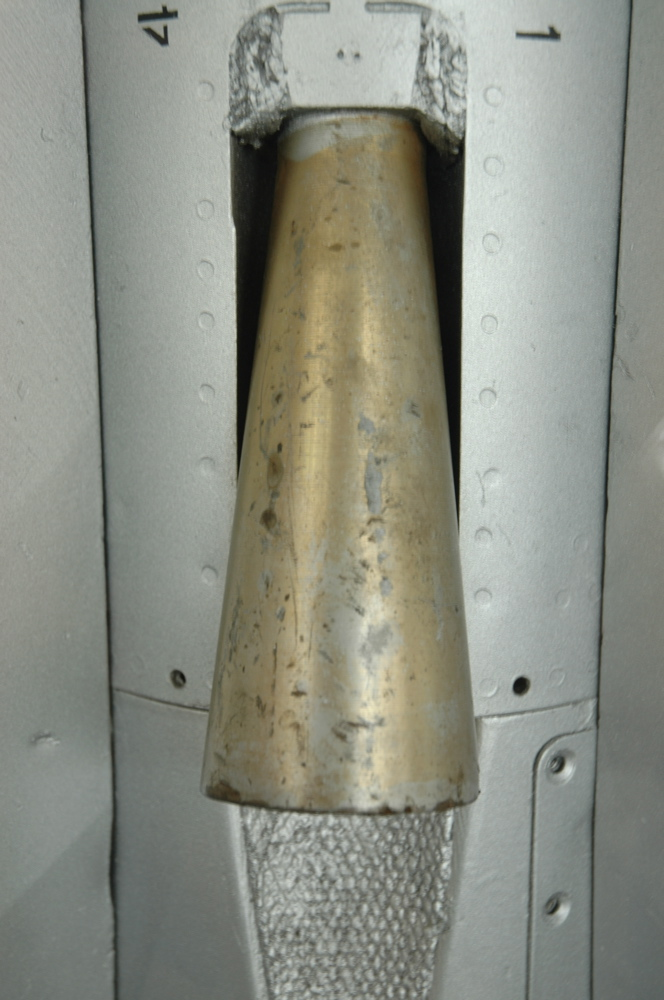
Particolare dello scarico (sezione divergente)

La struttura principale era in alluminio e lega di magnesio, mentre solo il motore a razzo (con propellente solido) era costruito in acciaio. Complessivamente, era costituita da cinque sezioni. Vi era poi un radiodetonatore AR-10, posto dietro al compartimento di guida.